# Jackson's Gap (Alabama)
Jacksons' Gap é uma cidade  localizada no estado americano de Alabama, no Condado de Tallapoosa.

## Demografia
Segundo o censo americano de 2000, a sua população era de 761 habitantes.
Em 2006, foi estimada uma população de 753, um decréscimo de 8 (-1.1%).

## Geografia
De acordo com o United States Census Bureau, a localidade tem uma área de 21,8 km², sem área coberta por água.

## Localidades na vizinhança
O diagrama seguinte representa as localidades num raio de 32 km ao redor de Jacksons' Gap.